# Sirianis Méndez
Sirianis Méndez Hernández (14 marzo 1983) è un pallavolista cubano naturalizzato portoricano, schiacciatore degli Indios de Mayagüez.

## Carriera

### Club
La carriera di Sirianis Méndez inizia nei tornei amatoriali cubani, giocando per la formazione provinciale di Matanzas. Dopo aver lasciato Cuba, inizia la carriera da professionista all'estero, disputando la stagione 2007-08 nella 1. Bundesliga tedesca con l'Unterhaching. In seguito fa parte della California Baptist, formazione impegnata nel campionato universitario statunitense di NAIA Division I, con cui tuttavia non mai scende in campo, proseguendo con la sua carriera da professionista a Porto Rico, dove prende parte alla Liga de Voleibol Superior Masculino 2008 coi Changos de Naranjito.
Nel campionato 2008-09 approda al Jadar Radom, nella Polska Liga Siatkówki, dove milita per un biennio, prima di approdare in Grecia nell'annata 2010-11, dove difende i colori dell'Arīs Salonicco, e poi in Indonesia, dove, al termine degli impegni con la formazione ellenica, prende parte alla Proliga 2011 con il Jakarta Sananta; nel 2010 viene sanzionato dalla FIVB per la positività a una sostanza dopante durante la sua esperienza in Polonia.
Approda quindi in Qatar nel successivo triennio, dove difende i colori di diversi club come l'Al-Gharafa, l'Al-Rayyan, per il solo campionato mondiale per club 2012, l'Al-Ahly Doha e il Police. Dopo un'esperienza negli Emirati Arabi Uniti con l'Al-Ain, torna a Porto Rico per la Liga de Voleibol Superior Masculino 2015, difendendo i colori dei Gigantes de Carolina: al termine del torneo firma invece per il Dar Kulaib, in Bahrein. Gioca quindi in Arabia Saudita con l'Al-Ahli e, al termine degli impegni con gli arabi, si accasa nel Tannourine, in Libano.
Difende nuovamente i colori dei Changos de Naranjito nella Liga de Voleibol Superior Masculino 2017, venendo impiegato come giocatore naturalizzato, mentre al termine del torneo gioca per un altro club libanese, lo Zahra. Nell'edizione seguente del massimo torneo portoricano veste invece la maglia degli Llaneros de Toa Baja, prima di tornare in Arabia Saudita, questa volta con l'Al-Nassr. Nel campionato 2019 passa agli Indios de Mayagüez, dove fa ritorno nella stagione 2021, dopo un'esperienza nell'annata 2019-20 con il Fonte do Bastardo, nella Primeira Divisão portoghese.

### Nazionale
Nel 2004 debutta nella nazionale cubana, giocando nel ruolo di libero, in occasione della World League, torneo nel quale si aggiudica la medaglia di bronzo nell'edizione seguente, bissato nella Coppa America dello stesso anno.

## Palmarès

### Nazionale (competizioni minori)
- Coppa America 2005